# Benat Albizuri
Beñat Albizuri Aransolo (ur. 17 maja 1981 roku w Berriz) – hiszpański kolarz szosowy. Ściga się w barwach Euskaltel-Euskadi. Do zawodowego peletonu należy od 2006 roku kiedy to zadebiutował w baskijskiej drużynie.
Jak na razie Bask nie odnosił żadnych znaczących sukcesów w zawodowym peletonie. W 2006 roku był 14 w hiszpańskim klasyku Klasika Primavera oraz 6 na etapie Vuelta a Murcia. Rok później na jednym z etapów Euskal Bizikleta był 5. Zwykle pomaga liderom swojej ekipy na poszczególnych etapach i jeszcze nie doczekał się większego indywidualnego sukcesu.
Mierzy 179 cm wzrostu i waży 64 kg.

## Najważniejsze zwycięstwa i sukcesy
- 2006 – 14 w Klasika Primavera; 144 w klasyfikacji generalnej Giro d'Italia
- 2007 – 10 w Circuit de Getxo
- 2008 – 7 w Trofeo Pollenca